# Coelogyne quinquelamellata
Coelogyne quinquelamellata é uma espécie de orquídea epífita, família Orchidaceae, originária do nordeste de Mindanao, nas Filipinas.